# Поляна (Харьковская область)
Поля́на (укр. Поляна, до 4 февраля 2016 года — Черво́ная Поля́на) — село, Иванчуковский сельский совет, Изюмский район, Харьковская область, Украина.
Код КОАТУУ — 6322883505. Население по переписи 2001 года составляет 73 (35/38 м/ж) человека.

## Географическое положение
Село Поляна находится в 3,5 км от реки Северский Донец (левый берег), на расстоянии в 1 км от села Иванчуковка. Рядом с селом проходит железная дорога, ближайшие станции Закомельская (2,5 км) и Диброво (3 км). На расстоянии в 1 км проходит автомобильная дорога E 40 (М-03).

## Экономика
- Свино-товарная ферма.